# 舖地錦竹草
舖地錦竹草（学名：Callisia repens）又名洋竹草，为鴨跖草科錦竹草屬下的一个种。